# Reinhard Klemm
Reinhard „Ringo“ Klemm (* 1946 in Sachsen; † 1. Dezember 2021 an der Ostsee) war ein deutscher Zuhälter. Er war in den 1970er- und 1980er-Jahren einer der Paten der Reeperbahn von Hamburg-St. Pauli und speziell um den Hans-Albers-Platz tätig. Er galt als der Chef der Chikago-Bande. Mit seiner Körpergröße von 1,67 Metern war er den meisten Zuhältern an Kraft, Masse und körperlicher Ausstrahlung unterlegen, wurde aber dennoch der „Pate vom Hans-Albers-Platz“ und der „heimliche Pate der südlichen Reeperbahnseite“ genannt.

## Werdegang
Klemm kam Ende der 1960er-Jahre nach Hamburg und arbeitete dort zuerst im Hafen als Seemann und Fischer. Er war Betreiber der Musikkneipe Chikago am Hans-Albers-Platz, die Zentrum und Namensgeber der Chikagobande wurde.
In den 1970er Jahren soll Klemm zusammen mit „Stotter-Harry“, „Dakota-Uwe“ (Uwe Carstens, die rechte Hand vom Rotlicht-Paten Wilfrid „Frieda“ Schulz) und „Tabak-Ilja“ in der Friedrichstraße den italienischen Gangster Sergio di Cola erschlagen haben, nachdem dieser ihnen mehrere Mädchen abgeworben hatte, eine Straftat, die ihm allerdings nie nachgewiesen werden konnte.
1986 geriet Klemm in die Ermittlungen um Auftragsmörder „Mucki“ Pinzner. Ihm wurde von der Staatsanwaltschaft Anstiftung zum Mord vorgeworfen. Am 11. Dezember 1986 stürmte ein Mobiles Einsatzkommando der Polizei das Chikago. Klemm, der zuvor wochenlang von der Polizei beschattet worden war, trafen die Beamten nicht an, er war über die Dächer geflohen und setzte sich später nach Costa Rica ab. Das mittelamerikanische Land war bereits seit einiger Zeit zum Rückzugsort deutscher Zuhälter geworden. Einer von ihnen war Günter Stumme, der Besitzer der Sudfass-Bordelle in Hamburg und Lübeck, der später auch zum engeren Kreis um „Ringo“ Klemm gehörte. In Costa Rica tätigte Klemm mehrere Investitionen in Bananenplantagen, baute außerdem seine Drogengeschäfte aus und betrieb mit seinen Partnern eine Bordellkette, die von den BKA-Ermittlern Schweinefarm genannt wurde. Klemm wurden in dieser Zeit Kontakte zum kolumbianischen Drogenbaron Carlos Lehder unterstellt, die von der Polizei nicht nachgewiesen werden konnten.
Im Juni 1987 verunglückte Klemm in Costa Rica mit seinem Wagen, bei dem Unfall kam seine Begleiterin ums Leben. Anfang November 1987 stimmte das Oberste Gericht Costa Ricas einer Auslieferung Klemms nach Deutschland zu. Er wurde in Hamburg vor ein Gericht gestellt. Im Oktober 1989 wurde er vom Hamburger Landgericht zu drei Jahren Freiheitsentzug verurteilt. Die ebenfalls angeklagten Karl-Heinz Schwensen und Holger Sass erhielten Freiheitsstrafen von drei Jahren und drei Monaten. Das Gericht sah es als erwiesen an, dass die drei Männer die Waffe beschafft hatten, mit der Pinzner Ende Juli 1986 die zwei Menschen und sich selbst erschoss. Das Gericht erachtete Klemm „als treibende Kraft“ hinter der Waffenbeschaffung. Ihm wurde der sechsmonatige Freiheitsentzug in Costa Rica wegen der dort herrschenden harten Haftbedingungen als ein Jahr angerechnet. Des Weiteren wurde ihm die Untersuchungshaft angerechnet. Das Gericht verschonte die drei Angeklagten bereits im Juli 1989 von der Haft, so dass sie nach der Urteilsverkündung auf freiem Fuß blieben. Nach kurzer Haftstrafe eröffnete er das Chikago wieder neu und traf sich in der Szenekneipe mit Prominenten wie Nina Hagen, Udo Lindenberg oder Jörg Immendorff, der gleich gegenüber das La Paloma eröffnete.
In der Folgezeit fiel Klemm immer wieder durch Straftaten auf. Ab Januar 1993 stand Klemm in Hamburg vor Gericht, ihm wurde Beteiligung an Kokainhandel vorgeworfen. Zu diesem Zeitpunkt befand sich Klemm seit April 1992 in Untersuchungshaft. Sein Verteidiger in diesem Gerichtsverfahren war der ehemalige Boxer Peter Wulf. Klemm sagte vor Gericht aus, vorgehabt zu haben, groß in den Kokainhandel einzusteigen. Im August 1993 verurteilte ihn das Gericht wegen Verstößen gegen das Betäubungsmittelgesetz zu einer Haftstrafe von sechs Jahren und neun Monaten.
Klemm wanderte nach seiner letzten Haftstrafe auf die spanische Insel Ibiza aus, wo er ebenfalls ein Club-Lokal eröffnete und betrieb. Der Jazz-Sänger und Komponist Christian von Richthofen widmete Ringo Klemm den Song Bös', Bös', Ringo Klemm, den er im Hamburger Jazzlokal Cotton Club mit Hendrik Schwolow und dessen Big Band aufführte und in den digitalen Medien und auf CD veröffentlicht wurde.
Reinhard Klemm lebte zuletzt als Rentner an der Ostsee.